# Walther Stampfli
Walther Stampfli (Büren, 3 de diciembre de 1884 – Zúrich, 11 de octubre de 1965) fue un político y directivo suizo, miembro del Partido Radical Democrático (PRD).
Tras finalizar sus estudios, trabajó durante diez años como periodista en el periódico Oltner Tagblatt, y después fue secretario de la Cámara de Comercio e Industria de Soleura. En 1921 ocupó el cargo de secretario de dirección de la empresa siderúrgica Von Roll, de la que llegó a ser director comercial en 1929. 
Su carrera política comenzó en 1912 con su elección al Consejo Cantonal de Soleura, del que fue miembro durante 25 años. En 1931 fue elegido representante de dicho cantón en el Consejo Nacional. 
En 1940 fue elegido miembro del Consejo Federal por la Asamblea Federal y, gracias a sus conocimientos de economía, se hizo cargo del Departamento de Economía Pública. Durante la Segunda Guerra Mundial se vio en la necesidad de garantizar el suministro de alimentos, materias primas y energía del país, para lo cual tuvo que llegar a acuerdos con las potencias del Eje. Apoyó a Friedrich Traugott Wahlen en la implementación del plan de autosuficiencia alimentaria de Suiza. En 1944, durante su mandato como Presidente de la Confederación, impulsó el Seguro de Vejez y Supervivencia (AHV/AVS), que entró en vigor cuatro años más tarde. 
Tras su retiro, ocurrido a finales de 1947, siguió trabajando durante más de una década en el sector privado, donde ocupó varios puestos directivos.

## Biografía

### Familia, estudios y trabajo
Era hijo del maestro y agricultor Kaspar Stampfli y de Emilie Füeg. Su hermano Oskar fue consejero del gobierno cantonal de Soleura entre 1933 y 1952.
Stampfli cursó estudios primarios en la escuela de su localidad natal, Büren. Tras finalizar el bachillerato en la escuela cantonal de Soleura, en 1902 empezó a estudiar Matemáticas y Ciencias Naturales en la Escuela Politécnica Federal de Zúrich, pero abandonó los estudios al cabo de dos años. Posteriormente pasó un año en la Universidad de Gotinga, donde conoció el sistema de seguridad social introducido por Otto von Bismarck. Completó sus estudios en la Facultad de Derecho y Ciencias Políticas de la Universidad de Zúrich, donde se doctoró en 1906 con una tesis sobre los seguros privados.
Stampfli pertenecía al ala izquierdista y crítica con la sociedad de los Demócratas Liberales. Entre 1908 y 1918 fue redactor jefe del Oltner Tagblatt, en cuyas páginas libró encarnizadas batallas contra los conservadores católicos. Tras la huelga general de 1918 se distanció de los socialistas, con quienes hasta entonces había simpatizado. En junio de 1916 se casó con Ida Kuoch, hija del director de los telégrafos federales Thomas Kuoch, con la que tuvo tres hijos. Fue secretario de la Cámara de Comercio de Soleura entre 1918 y 1921, año en que se incorporó a la siderúrgica Von Roll de Gerlafingen, de la que fue primero secretario ejecutivo y después, de 1929 a 1940, director comercial. En 1935 asumió la presidencia del Banco Cantonal de Soleura.
Mantenía, por su actividad profesional, estrechas relaciones comerciales con el Reich alemán, incluso después de la llegada al poder de los nazis, pero era un opositor declarado de la ideología nacionalsocialista. Su cuñada estaba casada con un industrial alemán de origen judío que fue detenido tras la Noche de los Cristales Rotos del 9 y 10 de noviembre de 1938 y cuyos bienes fueron confiscados. Stampfli viajó inmediatamente a Alemania y, gracias a sus contactos, pudo sacar a su pariente de la cárcel y ponerlo a salvo, junto con su cuñada, en Suiza.

### Carrera política

#### Consejo Cantonal y Consejo Nacional
La carrera política de Stampfli comenzó en 1912 con su elección al consejo cantonal de Soleura, en el que estuvo durante los 25 años siguientes y del que fue presidente en 1922. Sus adversarios políticos lo describían como un excelente orador, apasionado y extremadamente duro. Se presentó a las elecciones al Consejo Nacional de 1931 por el cantón de Soleura, en las que fue elegido. Allí defendió los intereses de la industria frente a las reivindicaciones socialistas y corporativistas, que habían encontrado apoyo en amplios sectores de la población durante la Gran Depresión.
Stampfli abogó por la ampliación del Estado del bienestar. Participó en la "Asociación Suiza de Cajas de Previsión y Fundaciones para la Vejez y la Invalidez", la asociación de entidades de previsión privadas. En 1925, la ciudadanía suiza aprobó las bases constitucionales del Seguro de Vejez y Supervivencia. Stampfli apoyó al ministro de Economía Edmund Schulthess en su empeño por elaborar una ley de aplicación, pero la llamada "Ley Schulthess" fue rechazada con rotundidad en un referéndum celebrado el 6 de diciembre de 1931. En 1934, tras la dimisión de Heinrich Häberlin, le plantearon la posibilidad de presentarse como candidato al Consejo Federal. Declinó la oferta, alegando que no podía justificar ante su familia el cambio de su puesto de director por la incertidumbre de un cargo gubernamental. En 1937 renunció a su escaño en el Consejo Cantonal y se centró en el Consejo Nacional.
En junio de 1940, en los primeros compases de la Segunda Guerra Mundial, Suiza vivía uno de los momentos más críticos de su historia, ya que estaba completamente rodeada por las potencias del Eje tras la conclusión de la batalla de Francia y la capitulación del país. El 25 de junio, el ministro de Asuntos Exteriores, Marcel Pilet-Golaz, intentó tranquilizar a la población en un discurso radiofónico, pero tuvo el efecto contrario, ya que sus palabras fueron percibidas como condescendientes. Además, cinco días antes, el ministro de Economía, Hermann Obrecht, gravemente enfermo, había anunciado su dimisión para finales de julio. Al no querer ninguno de los demás Consejeros Federales cambiar de departamento, hubo que buscar un sucesor con conocimientos de economía. El grupo parlamentario del PRD propuso a Stampfli como candidato con bastantes reparos, y el Partido Católico Conservador y el Partido de los Agricultores, Comerciantes e Independientes (BGB/PAI) le brindaron su apoyo. En la votación para sustituirle como Consejero Federal, celebrada el 18 de julio de 1940, la Asamblea Federal le eligió en primera votación con 142 de los 217 votos válidos; el socialdemócrata Gustav Wenk obtuvo 51 votos y los demás 24.

#### Consejo Federal

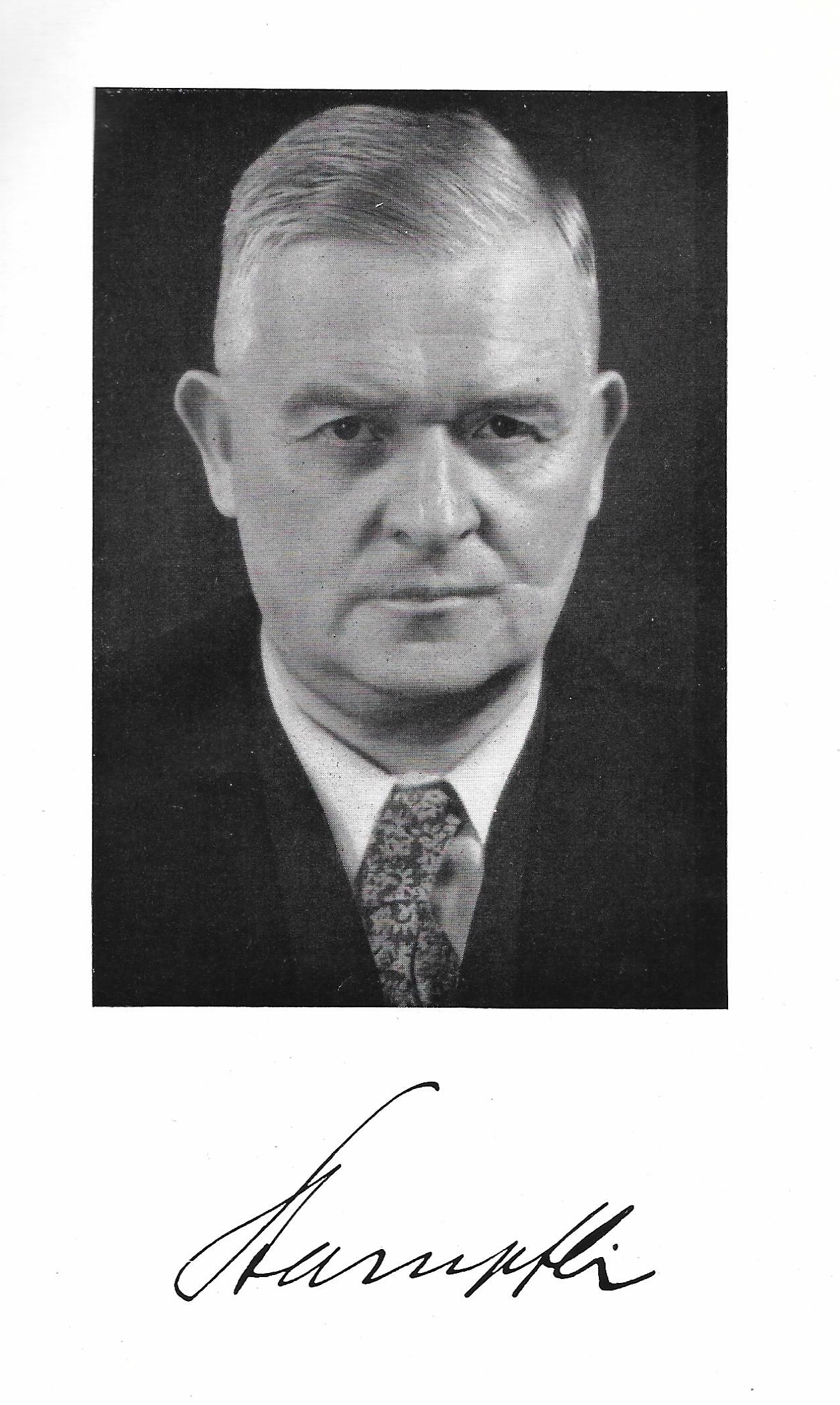
Retrato y firma de Walther Stampfli en el Anuario de las Autoridades Federales (1943)

El 18 de julio de 1940 fue elegido miembro del Consejo Federal, donde dirigió durante siete años el  Departamento Federal de Economía Pública, de crucial importancia durante la guerra dada la precaria situación de los suministros económicos del país. Bajo su dirección, el Departamento logró proporcionar a la población alimentos y energía, y mantener los puestos de trabajo mediante el racionamiento, la economía de guerra y la celebración de acuerdos comerciales con Alemania e Italia. Al mismo tiempo, Stampfli intentó salvaguardar en la medida de lo posible la neutralidad y la independencia de Suiza del dominio de las potencias totalitarias. Pese a las dudas iniciales, apoyó un plan que Friedrich Traugott Wahlen llevaba preparando desde 1937 y que tenía como objetivo aumentar la superficie agrícola para garantizar la autosuficiencia de Suiza ("batalla de los cultivos"). A pesar de la oposición del ejército, Stampfli consiguió que se asignaran los recursos y efectivos necesarios. Esta situación dio lugar a numerosos enfrentamientos con el general Henri Guisan, en los que el Consejo Federal solía salir airoso.
Durante la guerra, Stampfli impidió que el Estado interviniera en la economía nacional por motivos ajenos a la economía de guerra, ya que temía la supresión definitiva del libre comercio. Tras el final de la guerra redujo gradualmente la intervención estatal en la economía, si bien de manera limitada, ya que en 1947 el pueblo y los cantones aprobaron por escaso margen un decreto federal que consagraba en la Constitución Federal algunas disposiciones corporativistas, como por ejemplo el carácter vinculante general de los convenios colectivos de trabajo.
Los trabajos preparatorios para la instauración del Seguro de Vejez y Supervivencia (AHV/AVS) habían comenzado a finales de los años 30, pero quedaron relegados a un segundo plano debido al estallido de la guerra. Stampfli comenzó a promoverlo activamente en 1943, cuando se vislumbraba el final del conflicto. En 1944 asumió la Presidencia de la Confederación, y en su primer discurso oficial, el de Año Nuevo, anunció públicamente la inminente puesta en marcha de un régimen estatal de pensiones. Poco después, creó una comisión de expertos para que, en colaboración con la Oficina Federal de Seguros Sociales, definiera las bases del sistema. Stampfli logró convencer a partidos políticos, asociaciones empresariales y sindicatos para que respaldaran su proyecto, un seguro de vejez dotado de una financiación más bien modesta, que al tiempo garantizara la pervivencia de los fondos de pensiones privados. La Ley Federal del Seguro de Vejez y Supervivencia se aprobó en el referéndum del 6 de julio de 1947, que contó con un 80,0% de votos afirmativos y una participación del 79,7% del censo. El AHV/AVS entró en vigor el 1 de enero de 1948.

### Otras actividades
Con la instauración del Seguro de Vejez y Supervivencia, Stampfli había alcanzado su objetivo político más importante y creado además un legado duradero, razón por la cual dimitió como Consejero Federal a finales de 1947. Su estilo de liderazgo autoritario, que no admitía disidencias, había sido útil durante la guerra. Sin embargo, en la posguerra fue encontrando cada vez más resistencia entre los parlamentarios. Se retiró de la vida política y regresó al mundo empresarial, donde ocupó diversos puestos directivos. De 1948 a 1960 fue presidente del consejo de administración de la siderúrgica Von Roll, y de 1948 a 1963 también de la papelera Biberist. Asimismo, fue miembro del consejo de administración de la Sociedad de Banca Suiza (SBS), del Grupo Bally y de la Escher Wyss.
El compromiso social que manifestó Stampfli a lo largo de su vida estuvo motivado por su hija, afectada de una grave discapacidad debida a un defecto congénito. Presidió el "Grupo de Trabajo Suizo para la Integración de los Discapacitados en la Economía Nacional". En 1952 fue uno de los fundadores de la Fundación Brunau, que cuatro años más tarde abrió en Zúrich un centro de integración para discapacitados psíquicos y físicos del que fue presidente hasta 1963.